# Kasteel van Meerlo

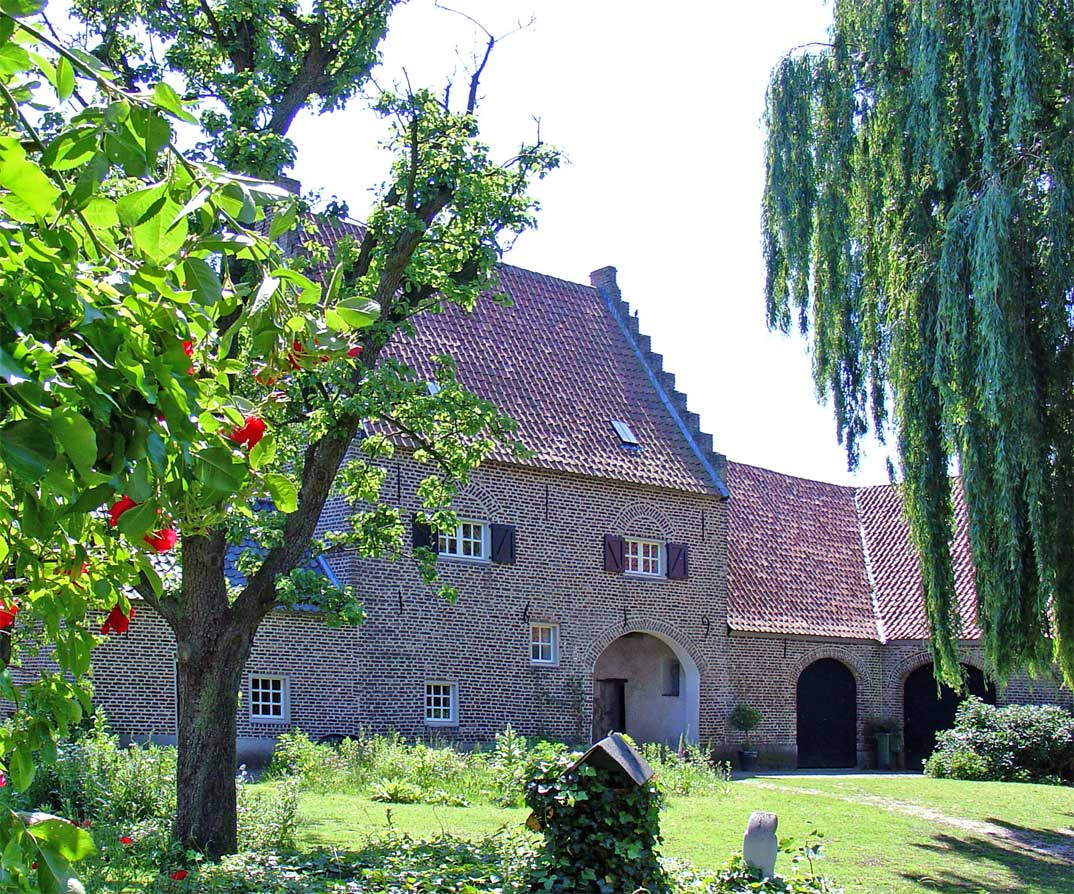
Kasteelke te Meerlo

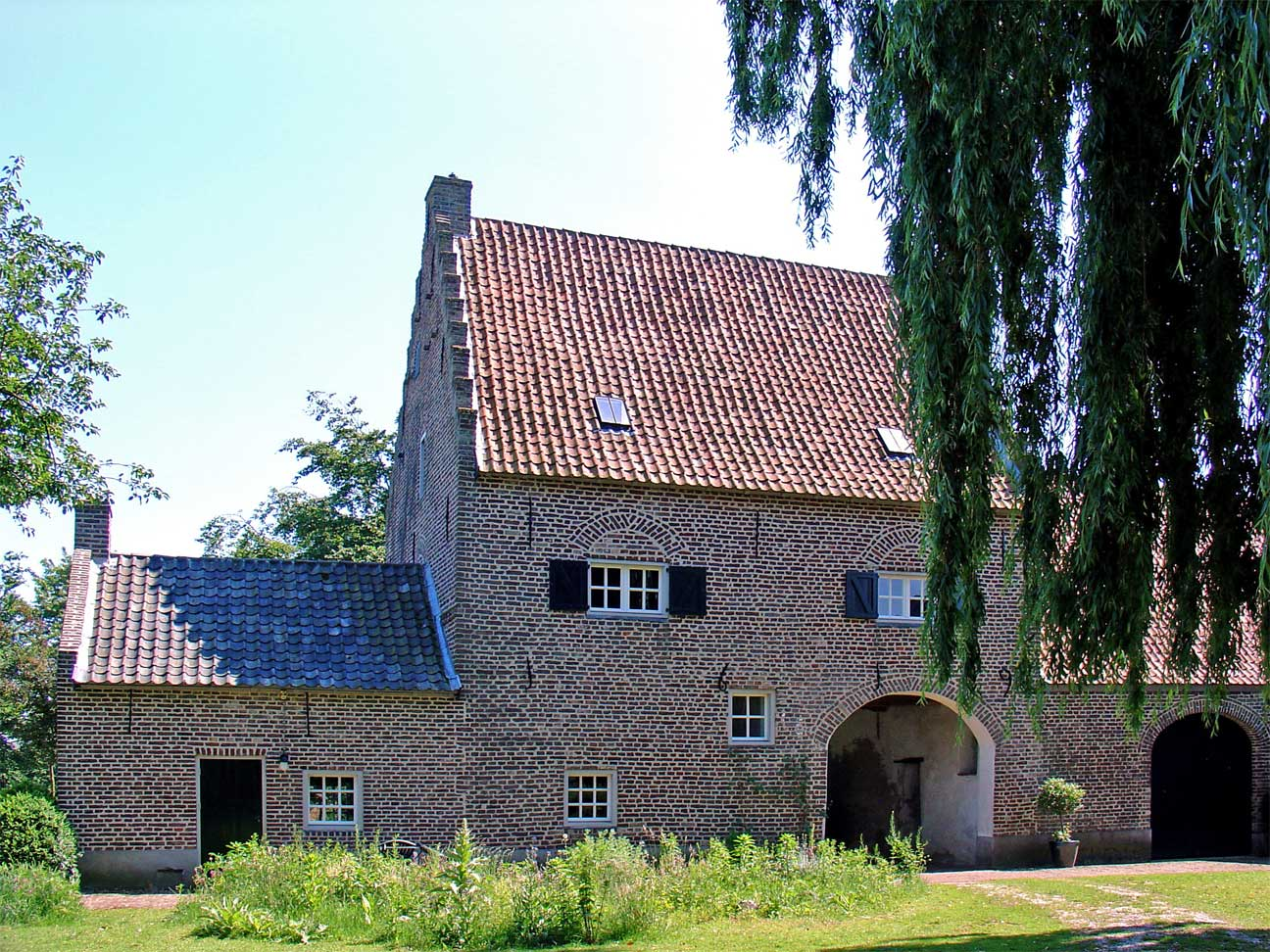
Kasteelke te Meerlo

Kasteel van Meerlo is voor het eerst vermeld in 1457 en het restant ligt aan de Molenbeek tussen Meerlo en Wanssum in Limburg.

## Bouwkundig
Volgens de overlevering zou het kasteel tijdens de Tachtigjarige Oorlog grotendeels door brand zijn verwoest. Dit is mogelijk want men heeft brandsporen gevonden. In de jaren 1619-1621 werd het in gewijzigde omvang herbouwd. Op 7 april 1752 was er weer brand, maar vond herbouw plaats.
Wat nu aanwezig is oogt als een voorburcht, namelijk een poortgebouw met vleugel en gelegen vlak bij een vrijstaand woonhuis, dat daarvoor een tiendschuur geweest kan zijn. Het verkeert in goede staat van onderhoud en ziet er met zijn oude vensters goed uit. Waar het echte kasteel heeft gestaan is (nog) niet bekend. Wel zijn 400 meter verderop in 1920 en 1921 in de Pesch grondslagen van een gebouw blootgelegd dat een harde vloer had van veldkeien en stenen met daarop een muurtje van mergelblokken.

## Geschiedenis
De eerste heer van Meerlo is Jacob van Mirlaer die in 1326 hiermee werd beleend. Het huis met de heerlijkheid wordt pas in 1457 vermeld, wanneer Karel Spede echtgenoot van Goda van Mirlaer hiermee door de Hertog van Gelre wordt beleend. Hun dochter Johanna Spede erfde het in 1460 en verkocht het aan haar neef Johan van Aldenbruggen genaamd Velbruggen in 1481. Vervolgens kwam het aan Ludger van Winckelhuysen en in zijn familie bleef het totdat Isabella Johanna Maria van Winckelhuysen het via haar huwelijk inbracht bij de familie van Hatzfeldt, die het in 1834 verkocht. Via Cocq van Haeften vererfde het aan de tweelingzonen van haar knecht Daniël Nab in 1877. Dezen verkochten het in het openbaar in 1908. Na meerdere doorverkopen in korte tijd kwam het in 1920 aan de familie Poels, Renier Poels had het kasteelke in bezit van 1920 t/m 1955, die verkocht het door aan zijn zoon, die het in 1984 aan de Stichting Nieuwland verkocht. Deze heeft het geheel gerestaureerd en op de gebouwen na, openbaar toegankelijk gemaakt. In 1986 was de restauratie klaar en de gebouwen zijn sindsdien bewoond.
Aerwinkel · Kasteel Afferden · Aldt Huys · Aldenborgh · Kasteel Aldenghoor · Aldenhoven · Alte Burg · Kasteel Amstenrade · Slot Annendael · Kasteel Arcen · Baersdonck · Bakvliet · Baronsberg · Baxhof · Beegden ·  Benzenrade · Kasteel De Berckt · Kasteel Bethlehem · Beusdaelshof · Binsfeld · Huis Blankenberg · Kasteel Bleijenbeek · Blitterswijck · Boerlo · Bolberg · Bollenberg · Kasteel De Bongard · Borggraaf · Kasteel d'Erp · Kasteel Borggraaf · Kasteel Borgharen · Kasteel Born · Huis Bree · Breust · Kasteel Broekhuizen · Broekhuizen · Gracht Burggraaf · Kasteel De Burght · Kasteel Cartils · Cloppenburg (Oost-Maarland) · Kasteel Cortenbach · Huis De Dael · Dammerscheid · Kasteel De Bockenhof · De Donck (Sevenum) · De Donck (Swolgen) · De Dorth ·  Huis ten Dijcken · Kasteel Doenrade · De Doom · Douve · Douvenrade · De Dries · Kasteel Erenstein · Kasteel Eijsden · Eijsden · Einrade · Kasteel Elsloo · Ensenbroek · Eperhuis · Etzenraderhuuske · Exaten · Kasteel Eijckholt · Kasteel Eyckholt · Eys · Gastendonck · Kasteel Genbroek · Gebroken Slot · Kasteel Geijsteren · Kasteel Op Genhoes · Kasteel Genhoes · Genneperhuis · Kasteel Het Geudje · Kasteel Geulle · Kasteel Geusselt · Geijsteren · Gen Heck · Ghoor · Kasteel Goedenraad · Kasteel Grasbroek · Kasteel Groenendaal · Groethof · Groot Paarlo · Kasteel van Gronsveld · De Gun ·Kasteel Haeren · Kasteel Den Halder · Heerlaer · Heeze · Heijen · 's-Herenanstel · Kasteel Hillenraad · Kasteel Hoensbroek · Hoenshuis · Holstrate · Holtmühle · Huize Holtum · Kasteel Horn · De Horst · Huys ter Horst · Ten Hove (Grathem) · Ten Hove (Panningen) · Huis Brias · Huis Darth ·  Kasteel Hurpesch · Kasteel Sint-Jansgeleen · Kasteel Jerusalem · Kasteel Kaldenbroek · Den Kamp · Kasteel Karsveld · Kasteel Keverberg · Klein Paarlo · Klimmender Huuske · De Kolck · Koppelberg · Laar · Landsfort · Kasteel Lemiers · Kasteelruïne Lichtenberg · Kasteel Limbricht · Lonesteyn · Huize Lovendael · Mazenburg · Kasteel van Meerlo · Kasteel Meerssenhoven · Meezenbroek · Kasteel van Mheer · Middelaar · Kasteel Millen · Kasteel Montfort · Movert · Mulrode · De Munt · Château Neercanne · Kasteel Neubourg · Nienghoor · Huis Nierhoven · Kasteel Nieuwenbroeck · Nije Huys · Kasteel Nijenborgh · Kasteel Nijswiller · Nijthuysen · Kasteel Obbicht · Oedenrade · Kasteel Ooijen · Kasteel Oost (Valkenburg) · Kasteel Oost (Oost-Maarland) · Kasteel Ouborg · Overen · Kasteel Passarts-Nieuwenhagen · Prickenis · Prinsenhof · Puth · De Putting · Raath · De Raay · Ravenhof · Kasteel Reijmersbeek · Kasteel van Rijckholt · Kasteel Rivieren · Rodenbroek · Rosendaal · Kasteel Schaesberg · Kasteel Schaloen · Te Scharen · Schenkenburg · Kasteel Scheres · De Spijker (Geijsteren) · De Spijker (Leeuwen) · Huis Severen · Sibberhuuske · Château St. Gerlach · Spraland · Huis De Spyker · Huize Stalberg · Stalberg (Wellerlooi) · De Steeg · Kasteel Stein · Steinhagen · Steenen Huis · Stoel van Swentibold · Strijthagen (Landgraaf) · Strijthagen (Welten) · Struyver · Kasteel Terborgh · Terlinden (Wijnandsrade) · Terveurdt · Ter Weyer · Kasteel Ter Worm · De Tombe · Huis De Torentjes · Triest · Trippaert · Kasteel Vaalsbroek · Kasteel Vaeshartelt · Valkenburg · Vliek · De Vroenhof · Vrijburg · Kasteel Wambach · Warenberg · Well · Weyershof ·  Wijlre · Kasteel Wijnandsrade · Wijnandsrade · Wijnantshof · Wissegracht · Huize Witham · Kasteel Wittem · Wolfrath · Wylre